# خوسيه غوستافو ميسيل راميريز
خوسيه غوستافو ميسيل راميريز (بالإسبانية: José Gustavo Angel Ramírez)‏ هو كاهن كاثوليكي كولومبي، ولد في 10 مارس 1934 في لا سيخا في كولومبيا، وتوفي في 23 فبراير 2013.